# Dumont d’Urville
Dumont d’Urville – francuska stacja polarna położona na Antarktydzie Wschodniej, nad Oceanem Indyjskim, nazwana imieniem podróżnika Jules’a Dumont d’Urville’a. Stacja znajduje się na małej wysepce (île des Pétrels) u wybrzeża Ziemi Adeli. Początkowo stacja działała sezonowo, obecnie jest czynna przez cały rok.

## Historia
Stacja otwarta w 1956 roku zastąpiła pierwszą francuską bazę na wybrzeżu kontynentu, Point-Martin, zniszczoną przez pożar w 1952 roku. Ze względu na położenie bliskie bieguna geomagnetycznego, podczas Międzynarodowego Roku Geofizycznego 1957/58 na stacji prowadzono badania zjawisk zachodzących w magnetosferze i wysokiej atmosferze Ziemi.

## Działalność
W stacji Dumont d’Urville prowadzone są badania geofizyczne w zakresie sejsmologii, magnetyzmu ziemskiego, grawimetrii, zmian poziomu morza i promieni kosmicznych. Działania z zakresu ekologii obejmują monitorowanie fauny morskiej (ptaków, ssaków morskich, ryb, krylu) i badanie jej adaptacji do zimnego klimatu, badanie zmian środowiska i biogeochemii paku lodowego. Prowadzone są obserwacje dynamiki lodowców, chemii atmosfery (zmian poziomów ozonu i związków siarki), oceanografii, a także psychologicznych efektów długotrwałej izolacji.